# Edward V. Robertson
Edward Vivian Robertson, född 27 maj 1881 i Cardiff, Wales, död 15 april 1963 i Pendleton, Oregon, var en walesisk-amerikansk politiker. Han representerade delstaten Wyoming i USA:s senat 1943-1949.
Robertson deltog i andra boerkriget i det walesiska regementet. Han flyttade 1912 till USA och bosatte sig i Park County, Wyoming.
Som republikanernas kandidat besegrade Robertson sittande senatorn Henry H. Schwartz i senatsvalet 1942. Robertson kandiderade 1948 till omval men förlorade mot demokraten Lester C. Hunt. Efter valförlusten bestämde sig Robertson för att lämna politiken. Han flyttade 1958 till Oregon.
Robertsons grav finns på Mount Hope Cemetery i Baker City, Oregon.